# 孟加拉納瓦卜

孟加拉納瓦卜家族的紋章

孟加拉纳瓦卜 是莫卧儿帝国孟加拉蘇巴的世袭统治者。 18世纪初，孟加拉纳瓦卜是孟加拉地區、比哈爾和奧里薩省等地區事实上的统治者，  所以孟加拉納瓦卜又被称为孟加拉、比哈尔和奥里萨邦的纳瓦卜。孟加拉纳瓦卜的住所位於穆尔希达巴德。自1757年起，纳瓦卜的權力就被英國人剝奪。